# Estadio Ricardo Muñoz Gálvez
Estadio Ricardo Muñoz Gálvez es un estadio de fútbol en la ciudad de Santa Lucia Cotzumalguapa, Escuintla en Guatemala. Construido en 1962, tiene capacidad para 6000 espectadores.
Ya ha albergado juegos en Liga Nacional cuando el equipo de Azucareros Cotzumalguapa estuvo en los años 1990 en la máxima categoría del fútbol guatemalteco. 
Otros equipos de la ciudad de Santa Lucía Cotzumalguapa como el FC Santa Lucía Cotzumalguapa y los ya desaparecidos FC Cotzumalguapa, Jaguares Cotzumalguapa y Deportivo Santa Lucía, también lo utilizaron como sede para sus juegos de local en las ligas:
-Primera División de Guatemala
-Segunda División de Guatemala
-Tercera División de Guatemala
Convirtiéndose así en uno de los pocos estadios que ha albergado juegos de todas las categorías de las ligas federadas del fútbol de Guatemala.

UBICACIÓN:
El estadio se encuentra en el interior del Hipódromo Ricardo Muñoz Gálvez, que fue construido en el año 1920 en la Finca Las Ilusiones, gracias a la donación del terreno de parte del Sr. Ricardo Muñoz Gálvez.
- Datos: Q5577977